# マキシマ (KOF)
マキシマ (Maxima) はSNK（SNKプレイモア）の対戦型格闘ゲーム『ザ・キング・オブ・ファイターズ』シリーズに登場する架空の人物。
担当声優は小西克幸。『THE KING OF FIGHTERS ALLSTAR』に登場する「プリティー・マキシマ」は下田屋有依が担当。

## キャラクター設定
『ザ・キング・オブ・ファイターズ』（以下『KOF』）シリーズの第6作目である『KOF'99』（以下『'99』と表記）より登場するサイボーグ。ネスツに親友を殺された過去を持ち、復讐のために経歴や外見などを偽ってネスツに一員として侵入し、その開発ブロックにてネスツ第3工廠主任研究員を務めていた巻島博士による改造手術を受け、反逆の機会をうかがっていた。KOFでの任務中、上司であるクリザリッドにデータ採取のために殺害されそうになるが、K'と共に組織を脱走し、ネスツ壊滅のための活動を開始する。
巻島博士によるサイボーグ化は全身の80%におよび、弾丸にも耐え得る装甲（革の内側に「リプラスフォーム」という特殊繊維が織り込まれたスーツと合わせ、『'99』のエンディングではライフル弾で推定100発は耐えられると自負している）に加え、頭部にはネットワーク機能やデータスキャン機能、そのほかの全身にはさまざまな火器が内蔵されている。機械化された目により、相手を分析することもできる。『KOF2002』（以下『2002』と表記）以降はビーム兵器を使用しており、『2002』や『KOF XIV』（以下『XIV』と表記）では胸部に内蔵、『KOF2003』や『KOF XI』（以下『XI』と表記）では腕に装備している。
心臓部には「マキシマリアクター」と呼ばれる動力源の反応炉が組み込まれており、構造的にも未知の部分が多い。
ネーミングについては、過去のSNKのゲームからのKOF参戦キャラクターを出したいという考えから、1991年に稼働したSNKのベルトスクロールアクションゲーム『ロボアーミー』の1Pプレイヤーキャラクターである「マキシマ」を軸としたチーム編成が考案されていたが、試行錯誤の末に「マキシマ」という名前だけが残ったという経緯がある。設定上における「マキシマ」の名前はコードネームであり、巻島博士の苗字と「MAXIMUM」の複数形「Maxima」をかけて名付けられたということになっている。
K'とはネスツ脱走から行動を共にしており、良き相棒として認め合っている。ネスツ壊滅後はクーラ・ダイアモンドやウィップらと共にネスツ残党の処理や、第2のネスツになろうとする裏社会の者たちといった新たな脅威に対抗すべく、レジスタンスのような生活を送っている。
K'を呆れさせるほどの甘党であり、ケーキやパフェなどの甘いお菓子には非常にうるさく、お土産には頻繁にアイスを持ってくる。納豆が嫌いな理由に関しては、本人曰く「あんなものは貴族の食うもんじゃない！」とのこと。
バイクツーリングが趣味であり、愛車の「EXCELSIOR HENDERSON SUPER-X」を自分用にカスタムチューンして乗っている。
K'の無茶や精神年齢の低いクーラの世話に苦労させられることが多いため、彼らの兄貴分というよりは保護者のような存在である。悪意は無いもののクーラに「おじさん」と呼ばれており、少し傷ついている。設定年齢は29歳である。
全身に火器が仕込まれているため、格闘大会であるKOFでは存在そのものが反則と見なされそうだが、出場停止になってはいない。小説版によれば、「サイボーグは出場禁止なんて規定はないから」とのことである。
『KOF MAXIMUM IMPACT』（以下『MI』と表記）シリーズでの肩書きは「鋼のヒューマンウェポン」。『MI2』ではマキシマリアクターに異常が起き始めており、それを修理できる唯一の存在でもある巻島博士を救出するため、「アデス」と対決する。その一方で「アデス」出身の改造人間であるナガセから一方的な好意を向けられている。
『THE KING OF FIGHTERS ALLSTAR』では通常のマキシマのほか、2020年9月10日より女体化されたプリティー・マキシマが登場。ストレートの茶髪を背中まで伸ばし前髪をオールバックにした女性で、ボディが細身の女性型であることに合わせてスピードを重視し装甲を減らしているという設定から、胴体部分はビキニ風のアーマーのみ着けたような恰好になっている。ただし、胸に埋め込まれたコアのような部品や脇腹などに走る継ぎ目から、露出しているように見える部分も生身の肉体ではないことがうかがえるデザインとなっている。

## ゲーム上の特徴
重量のあるキャラクターで、体格が大きい分、相手の攻撃を避けるのが困難。歩行速度は遅く、ジャンプもやや緩慢である。だが、一部の通常技は打撃防御判定を持ち、接近戦で強パンチなどの通常技を出すと相手の攻撃を自動で防ぎつつ、こちらの攻撃を当てるといったことができる場合がある。マキシマは威力の高い技とそうでない技を持ち、自分から攻めるよりも相手の動きに応じて使う技を選んで応戦するという闘いになることが多い。打撃防御判定を存分に発揮できる接近戦に強く、乱戦時に役立つコマンド投げも持っている。
初登場となる『'99』では、隙が小さいうえにキャンセルがかかるしゃがみ弱パンチや2段攻撃でキャンセル可能な近距離立ち強パンチから連続技に移行することで相手に手軽にダメージを与えることが可能であった。『KOF2000』（以下『2000』と表記）ではしゃがみ弱パンチおよび近距離立ち強パンチの2段目がキャンセル不可能になったことで連続技が減少。登場作品を通して性能の高い超必殺技の投げ技「マキシマ・リベンジャー」を数少ない好機に、いかに決めるかも重要となる。

## 技の解説

### 通常投げ・特殊技
ダイナマイトドロップ
相手を捕えて、両足を揃えて前方へ蹴り飛ばす。ダウン回避可能。
チョーキングバイス
相手を捕えて背後に回り、首を締め落としてその場にダウンさせる。技後に相手との間合いが離れないうえに、マキシマ本体はすぐに行動可能になる。
ドロップボム
『XIV』で「チョーキングバイス」の代わりに搭載された通常投げ。向き合った相手の腰を抱え込んでバックドロップの要領で地面に叩き付ける。
M9型 マキシマミサイル（試作）
上方に拳を伸ばす。強攻撃をキャンセルして出すことで連続技になるが、一部の相手を除き、しゃがまれると空振りする。また、空中の相手に当てるとダウンさせる。

### 必殺技
M4型（M4-1型）　ベイパーキャノン
強烈なストレートと共に衝撃波を放つ技。一部作ではボタン押しっ放しによりフェイントも可能。単体での威力はかなり高い。実は飛び道具としての特性を持っているため、ギース・ハワードの「当て身投げ」や『MI』シリーズのさばきでとられることがない。逆にシェン・ウーの弾拳など飛び道具の判定を消す技に相殺される。
M4-2型　ベイパーキャノン
斜め下に振り下ろすパンチと共に衝撃波を放つ技。『MI』シリーズで使用。
M4型改　ミサイルキャノン
斜め上のストレートと共に衝撃波を放つ技。『KOF2002 UNLIMITED MATCH』（以下『2002UM』と表記）で使用。
SYSTEM1・2：マキシマスクランブル
手刀で突き刺す技。追加入力で「ダブルボンバー」 → 「ブルドッグプレス」と続く。『'99』では「SYSTEM1」と「SYSTEM2」が弱と強で分かれており、それぞれ追加入力技が異なっている。
ダブルボンバー
「マキシマスクランブル」（『'99』ではSYSTEM1）からの追加入力技。回転しながら肘打ちを2発叩き込む。
ブルドッグプレス
「ダブルボンバー」からの追加入力技。相手を掴み上げて地面に叩き付ける。
スカルクラッシュ
「SYSTEM2：マキシマスクランブル」からの追加入力技。相手を持ち上げ、膝に叩き付ける。
セントーンプレス
「スカルクラッシュ」の追加入力技。前転して背中からのボディープレスで攻撃する。

M11型　デンジャラス・アーチ
鯖折りを決めた後にバックドロップで叩き付ける投げ技。技を決めた際の硬直時間が長い。
『MI』では鯖折りの動作がなかったが、『MI2』以降は鯖折りのある動作に戻された。
ワン・モア・タイム
『MI』シリーズでのみ使用できる、「デンジャラス・アーチ」からの追加入力技。相手を引き起こし、再びバックドロップで叩き付ける。ボタンを押しっぱなしにすることで、引き起こすだけでバックドロップに移行しないフェイントも可能。

SYSTEM3：マキシマ・リフト
ホバー移動で突進して、「スカルクラッシュ」で攻撃する移動投げ。
セントーンプレス
「マキシマ・リフト」の追加入力技。上記の「セントーンプレス」と同様。入力のタイミング次第では「マキシマ・リフト」でダメージを与える前に発生し、結果まったくダメージが入らなくなる。『XI』では投げにかかる前の突進中にも出せる。

M19型　ブリッツキャノン
飛び上がって相手を掴み、衝撃波で相手を地面に落として叩き付ける。
モンゴリアン
文字通りのモンゴリアンチョップを繰り出す。攻撃はしゃがみガード不可。『'99』では強攻撃をキャンセルして出しても連続でつながらないが、出始めにガードポイントがある。また、カウンターモード時はスーパーキャンセル可能。『2000』以降は強攻撃キャンセルで連続技になり、さらに必殺技でキャンセル可能。
元々は特殊技だが、『MI』シリーズ（『MI2』以降）では必殺技に昇格している。
トランプル
『MI』シリーズ（『MI2』以降）で使用。「モンゴリアン」からの追加技で、相手を踏み付ける。

マキシマプレス
相手を捕まえた後、画面端まで運んで叩きつける。コマンドを追加入力すると、ダウンした相手に「ベイパーキャノン」を叩きこむ。『KOF XIII』（以下『XIII』と表記）で使用。
弱版はその場で相手を掴む。強版は移動投げに変わり、一瞬腰を落とした後、低く構えて前方に突進してから掴む。EX版はルガールの「ゴッドプレス」のような打撃判定の突進技になる。

### 超必殺技
バンカーバスター
腕に内蔵した「ベイパーキャノン」を地面に打ち出すことによって、反動で天高く飛び上がり、膝を抱えた状態で火の玉のように落下してくる。最初に飛び上がる攻撃で1ヒット、落下する際に1ヒットという計2ヒットの技であり、両方当たったときのダメージはかなり高い。『'99』でのパワーMAX版は、飛び上がる際に全地上に下段判定の地震を発生させる。この地震のヒット効果はダウンだが、ダウン回避は可能。『MI』シリーズでは、技を出した位置に関係なく相手の頭上に落ちてくる上、フェイントに移行することも可能。
名前は実在の兵器「バンカーバスター」に由来している。
フェイントバスター TYPE-1・TYPE-2
『MI』シリーズで使用。「バンカーバスター」のフェイント版。
　TYPE-1は地面に打つ「ベイパーキャノン」の威力を弱め、TYPE-2は前方に小さくジャンプするのみ。

マキシマ・リベンジャー
「ブルドッグプレス」の後に相手を自分の膝に打ち付けてから天高く放り投げ、落ちてきたところに頭突きを叩き込むコマンド投げ。MAX版（作品によっては通常版でも）では3回頭突きでかち上げ、『2002UM』ではさらに最後にパイルドライバーを決める。
本技紹介文には「某超有名マンガの技と酷似している」と紹介されている。
M2型　マキシマビーム
胸を開いてビームで攻撃する技。
『2002』や『KOF NEOWAVE』（以下『NEOWAVE』と表記）の時点では射程が短いが、『MI』シリーズ（『MI2』以降）では3ゲージ消費技となっており、長射程・高威力にパワーアップしている。
アークエネミー
「マキシマ・リフト」で相手を地面に叩きつけた後、「バンカーバスター」で降ってくる技。
『2002』や『NEOWAVE』におけるMAX2だが、『2002UM』ではMAX超必殺技に変更されている。
MX-II型ファイナルキャノン（MX-IIbファイナルキャノン）
腕を変形させ、胴体からエネルギーを送り込んで放出させる技。
『KOF2003』や『MI』シリーズ（『MI2』以降）では球状のエネルギー弾だったが、『XI』ではレーザービーム状に変更されている。『MI』シリーズでは、『MI2』と『MIA』でゲージ消費量が異なる（前者は2ゲージ消費だったが、後者は1ゲージ消費になっている）。
エンドオブワールド
全身からミサイルを乱れ撃ち、止めに胸から極太のレーザーを放つ。
『2002UM』で「アークエネミー」の代わりに使用するMAX2。
ダブルベイパーキャノン
前方に向かって、両手による「ベイパーキャノン」を打ち出す技。『XIII』で使用。
マキシマレーザー
胸を開いて極太のレーザーを放つ技。『XIII』におけるNEO MAX超必殺技。
MX-III型 CIWSランチャー
『XIV』で追加されたCLIMAX超必殺技。両腕を開いた後に掴んで真上に投げ飛ばし、「マキシマレーザー」で追い打ちをかける。

### ストライカー動作
マキシマギャローズ
相手の位置を捕捉して画面外から飛んでくると、相手の首を背後から捕まえて吊るし上げて一定時間動きを拘束する。その間、相手は空中判定になっており、攻撃を加えると吹き飛ぶ。「ギャローズ」（Gallows）とは英語で「絞首台」の意。

### その他
ファイナルマキシマランチャー
『'99』のエンディングや小説版にて使用されたもので、腕に仕込まれたミサイルを発射する。
絶大な威力を誇るが、反動が発射機構にもダメージを与えてしまい、1回の使用ごとにメンテナンスが必要となるため、普段は使われない。

## 関連人物
- K' - 相棒
- ウィップ - ネスツ離反仲間
- クーラ・ダイアモンド - ネスツの離反仲間
- イグニス - 因縁
- クリザリッド - 元・上司
- 二階堂紅丸 - 『KOF'99』でのチームメイト
- 矢吹真吾 - 『KOF'99』でのチームメイト
- ヴァネッサ - 『KOF2000』でのチームメイト
- ラモン - 『KOF2000』でのチームメイト
- 麟 - 『KOF2001』でのチームメイト
- ナガセ - 好意?
- ハイデルン - ネスツ壊滅後に協力
- ネルソン - 義手に対するネスツの関与を疑っている